# Coup d'État de 1809 en Suède
Le coup d'état de 1809 en Suède est un soulèvement contre le roi Gustave IV Adolphe, motivé entre autres par l'opposition à la guerre de Finlande, et qui conduit à son abdication, à la réforme de 1809 et plus tard à l'accession au trône de la famille Bernadotte.

## Contexte

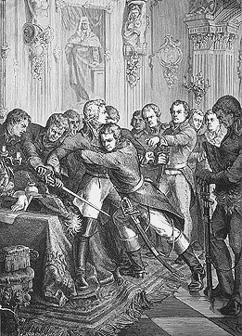
L'arrestation de Gustave IV Adolphe

La politique étrangère de Gustave IV Adolphe est marquée par son hostilité à la France, et elle conduit à des pertes territoriales massives pour la Suède : occupation de la Poméranie suédoise par la France et de la Finlande par la Russie. La Suède est également en guerre contre le Danemark, ce qui mobilise ses troupes sur le front de l'ouest. Tout ceci suscite un large mécontentement populaire. 
La principale raison du soulèvement reste néanmoins l'opposition à la monarchie absolue. Les courants libéraux favorables à un exercice plus large du pouvoir, tout comme la haute aristocratie qui souhaite pouvoir s'affranchir de son allégeance au souverain, s'opposent au système autocratique.
En février 1809, un premier complot visant à renverser et emprisonner le roi lors de l'un de ses trajets quotidiens vers le château de Haga échoue.

## Le soulèvement
Georges d'Adlersparre, commandeur de l'armée de l'ouest postée au Värmland, déclenche à la mi-mars 1809 une insurrection révolutionnaire et fait marcher ses troupes vers la capitale. Lorsque Gustave IV Adolphe apprend la nouvelle, il décide de se rendre le 13 mars en Scanie pour y obtenir le soutien du commandeur des forces armées de la province, Johan Christopher von Toll. Un groupe d'aristocrates conduit par Carl Johan Adlercreutz intervient et le roi est emprisonné au palais royal de Stockholm.
Gustave IV Adolphe abdique le 29 mars, et le 10 mai le parlement le destitue, tout en écartant de sa succession son fils Gustave malgré les protestations des partisans de ce dernier conduits par Jacob De la Gardie (1768-1842). C'est finalement Charles, l'oncle de Gustave Adolphe, qui est couronné roi. Gustave Adolphe fuit la Suède avec sa famille en décembre 1809.